# AMX-30
AMX-30は、フランスのイシー＝レ＝ムリノー工廠 (AMX) で開発された戦後第二世代の主力戦車である。

## 開発と特徴
フランスの戦車に関する技術は第二次世界大戦での早期の占領により途絶してしまい、戦後のフランス軍は戦時中にアメリカ合衆国から供給されたM4シャーマンや再生産を行ったドイツのパンターなどを運用しつつ、旧来の自国の技術に基づいたARL-44やより先進的なAMX-50を開発していた。しかし、性能不足や開発の遅れに加え政治的・財政的な要因もあり1954年以降はアメリカから供給されたM47パットンを主力として装備していた。それでもフランスは新型主力戦車を独自開発する道を模索しており、折り良く隣国の西ドイツも新型主力戦車の開発構想を立てていたため共同開発する事となった。この戦車は標準戦車と呼称され、1957年に両国間に協定が結ばれた。
協定では標準戦車に対する要求仕様が定められ、両国が別々に開発した戦車を試験し、性能が良好な車両を両国が採用することとなっていた。この標準戦車には、当時出現し始めた対戦車ミサイルや歩兵用携帯対戦車兵器への対抗策として機動力が求められ、装甲防御力はそれほど求められていなかった。

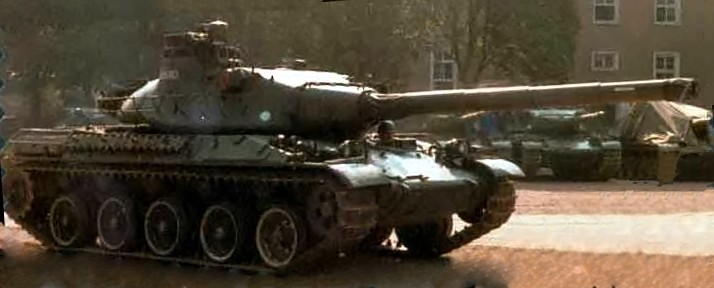
AMX-30 先行量産型

フランスでは1959年から試作車の製作が始まり、翌1960年には試作車が完成し、試験が開始された。フランスが開発した標準戦車の試作車両は車高を押さえるためにイスパノ・スイザ製対向12気筒多燃料液冷ディーゼルエンジンが採用され、目標を素早く発見し先手を打つために視察装置も重視し、車長用の展望塔は腰高に設計された。
主砲は105mm砲であったが、西ドイツの標準戦車が採用した当時、西側諸国の標準戦車砲となりつつあったイギリス製L7A1 105mm砲ではなく独自開発のCN-105-F1 105mm砲を搭載した。56口径（約6メートル）という長大な砲身を持つこの砲は当初、G弾という特殊なHEAT（対戦車榴弾）専用であり、ベアリングにより弾頭の周囲だけ回転させることで弾道を安定させつつ成型炸薬弾の性能をフルに発揮できるという触れ込みであり、より大型の120mm砲を搭載した重戦車であるAMX-50に火力面で匹敵するものであった。しかし、L7用のHEAT弾と比較してコストが高いうえに構造上実質的な弾頭の直径が小さくなるために威力も劣る（HEATの威力は弾頭直径に比例）という本末転倒な結果となり、結局後にAPFSDS（装弾筒付翼安定徹甲弾）も開発され積載された。砲塔内にはエアコンプレッサーとブロアーを搭載しており、発砲後の排煙と装薬残滓の排出はこれによる高圧送風で行い、主砲排煙器は装備されていない。
副武装として主砲に並置する形で12.7mm重機関銃（改良型のB2は20mm機関砲）を装備する。この機関銃は諸外国の一般的な戦車の同軸機関銃と異なり、主砲の上下動と同調させる他に、独立して俯仰角を取ることができる（-8~+20、独立して動作させた場合は+40まで）。これは、対空射撃に使用する事を念頭に置いたためである。また、車長用展望塔には7.62mm機関銃を装備している。
1962年から標準戦車の西ドイツ・フランス両国にイタリアを加えた三カ国による共同試験が始まり、イタリアはこの試験結果から導入する戦車を決定するとしていた。同時期にドイツ国内に於いても西ドイツ製標準戦車（後のレオパルト1）の試験が開始されており、車体総重量ではフランス製標準戦車の方が軽かったにもかかわらず、西ドイツ製標準戦車の方が僅かに加速性や速度で勝っていた。この試験後、フランス製標準戦車はAMX-30と命名され、試験結果に満足したフランス陸軍は1963年に正式採用を決定し、西ドイツでも自国製標準戦車、レオパルトの採用を決定したため標準戦車構想は頓挫してしまった。
この後、財政難などによりAMX-30の量産は1965年までずれ込んだが、以降は順調に量産が進み、1974年まで量産が続行された。NATO標準戦車の座はレオパルトに奪われたが、スペインでAMX-30EM2としてライセンス生産され、ギリシャ、キプロス、サウジアラビア、アラブ首長国連邦、カタール、ベネズエラなどに輸出された。現在も改良を重ねられながら使用が続けられ、後継車であるルクレールと共に配備されている。

## 改良型と派生型
その後も改良が行われ、FCSを中心に改良されたAMX-30B2や輸出向けに改良されたAMX-30Sなどの派生型も登場した。AMX-30は海外セールスも行われ、サウジアラビア、アラブ首長国連邦などの中東諸国に採用された。

### AMX-30B2
1979年に開発が発表され、1982年からフランス陸軍へ引き渡しが開始された。166両が新規に生産されたのに加えて、既存のAMX-30戦車から493両がB2仕様に改修された。
主砲同軸装備の12.7mm重機関銃は20mm機関砲 F2（タイプM693）に変更され、FCSを新型のCOTAC APXM581 に換装し、エンジンとトランスミッションをそれぞれHS110から改良型のHS110-2 水平対向12気筒液冷スーパーチャージド・ディーゼルエンジン（出力700hp）に、トランスミッションを新型トルクコンバーター付きのENC200に換装している。また、NBC防護装置が強化されている。防盾部に装着されていた白色光/赤外線サーチライトは低光量TVカメラに交換されている。
後期には夜間暗視装置が赤外線投光器によるアクティブ式から熱感知式のパッシブ式となっている他、一部の車両は後述の爆発反応装甲装着仕様"ブレンヌス"に改修された。

### AMX-30B2 ブレニュス
1990年代中盤、AMX-30B2に112個のGIAT製 BS G2 爆発反応装甲を装着した改良型として開発された。名称のブレニュス（Brenus）は、古代ガリア人種族セノネス族を率いた族長ブレンヌスに由来する。
AMX-30B2 ブレニュスはフランス陸軍の3個戦車連隊のみに配備された。1つは第7機甲旅団所属の第1＝第2猟兵連隊で、この戦車連隊はフランス陸軍の即応部隊を構成する部隊の一つである。他の運用部隊は第2竜騎兵連隊、および第5竜騎兵連隊で、これらの部隊のAMX-30 B2には必要に応じて爆発反応装甲を装着できる状態に改修が行われたが、実際にERAを装着した状態で運用されたかは不明である。

### AMX-32
輸出専用にAMX-30を発展させた型。AMX-30の車体、砲塔を全面的に改設計し、複合装甲を付与した上、新型FCSを搭載した。1979年からセールスが開始されたが、1両も売れず試作のみに終わった。

### AMX-40
AMX-32と同じくAMX-30を改良しルクレールと同じ120mm滑腔砲F1を搭載した型。1980年代の初めから計画され、1985年までに試作車が完成したが、これも受注がなく試作のみに終わった。

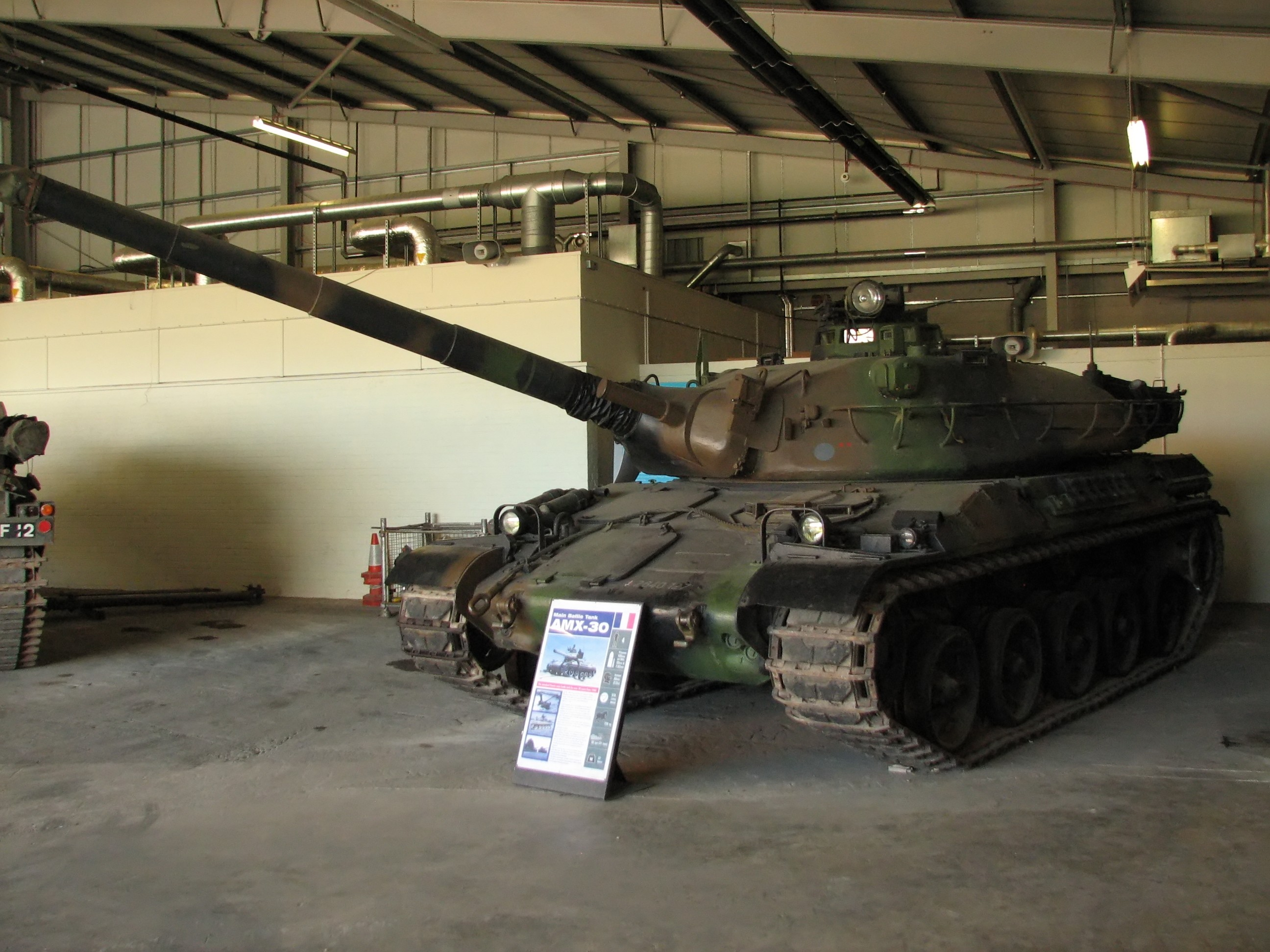
AMX-30B2　イギリスのボービントン戦車博物館の展示車両
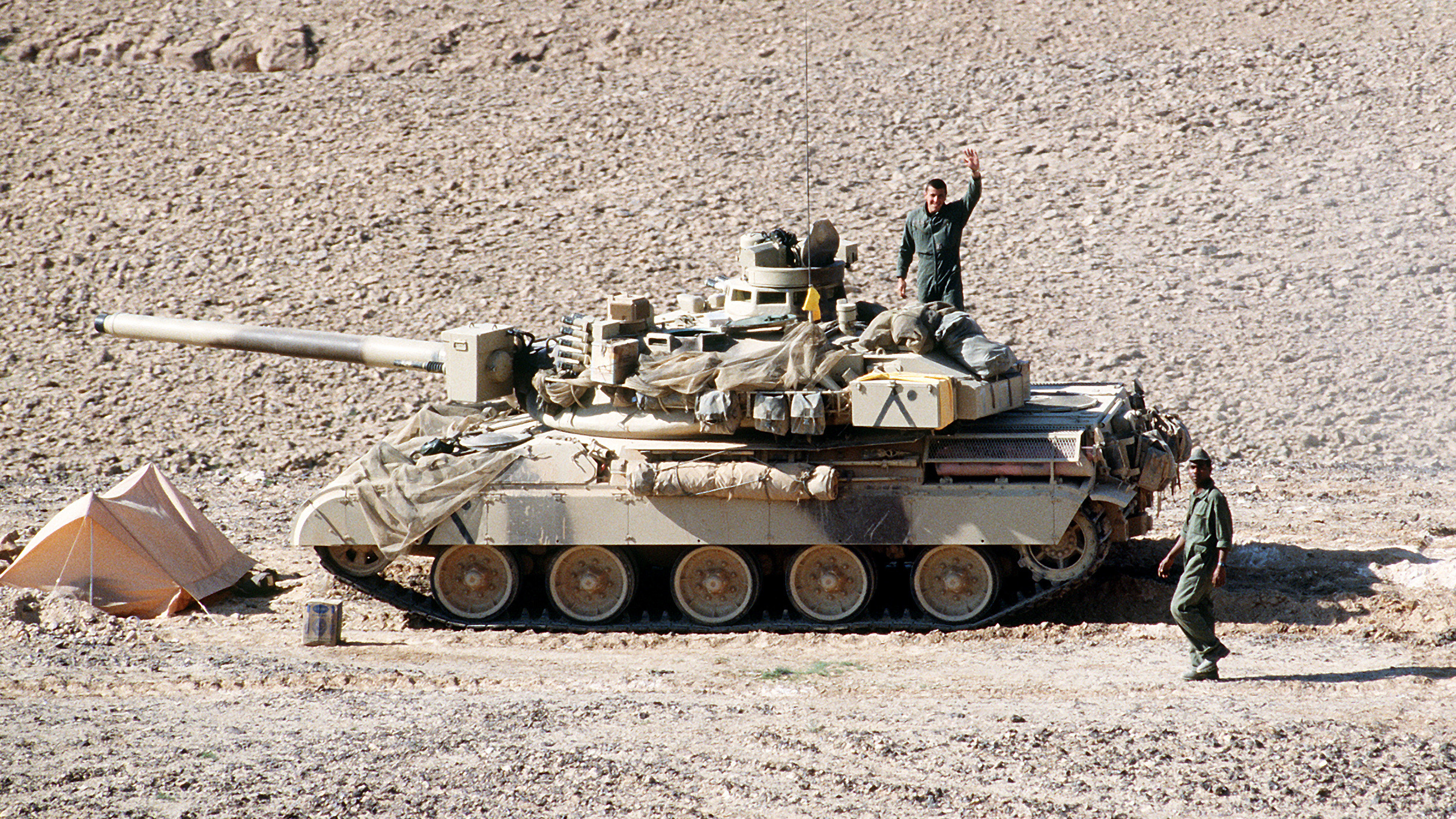
湾岸戦争に派遣されたAMX-30 B2。1991年。
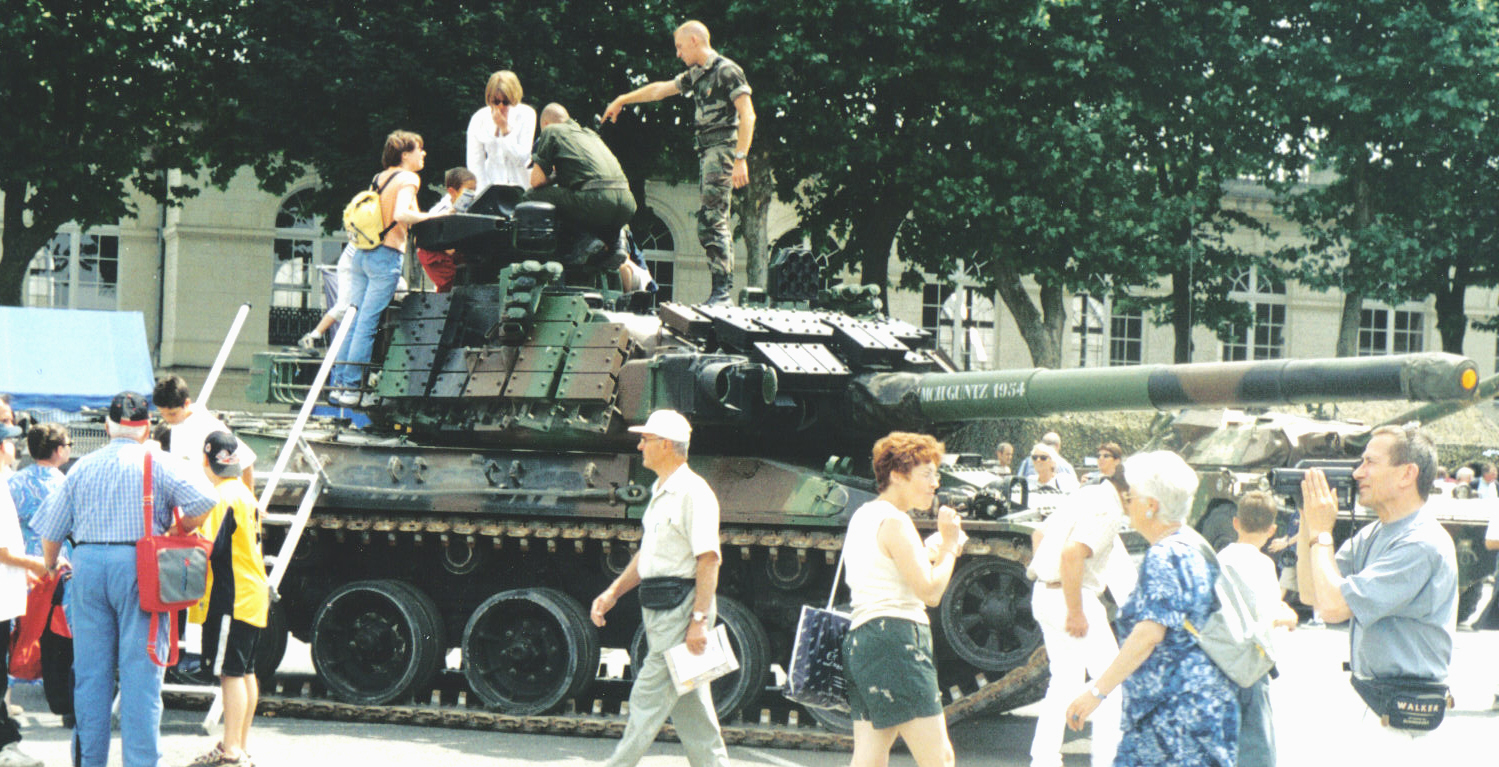
GIAT BS G2 ERA（爆発反応装甲）を装着したAMX-30B2 ブレンヌス。
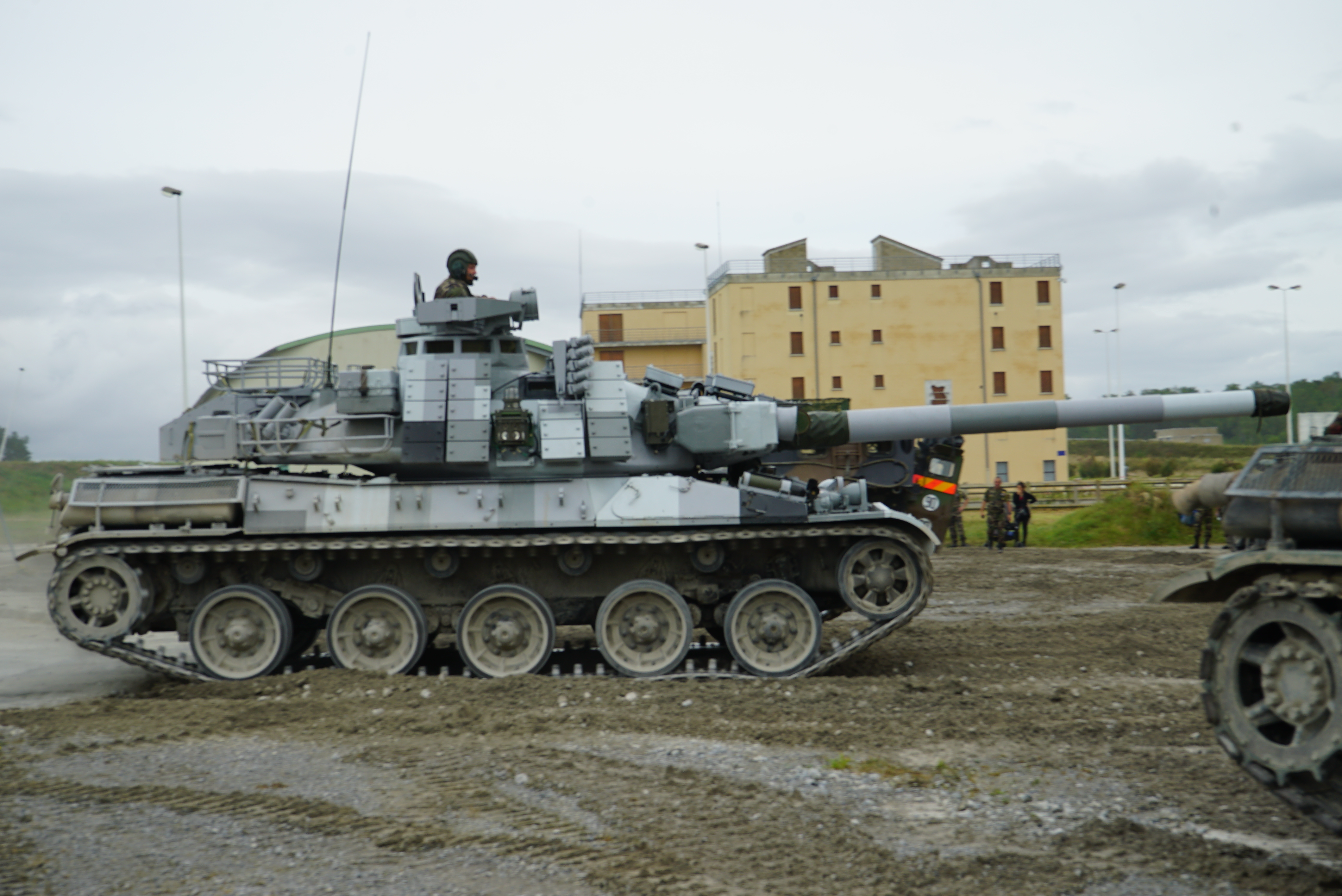
都市迷彩を施したAMX-30B2 ブレンヌス。2016年、市街戦訓練センター、シッソンヌ
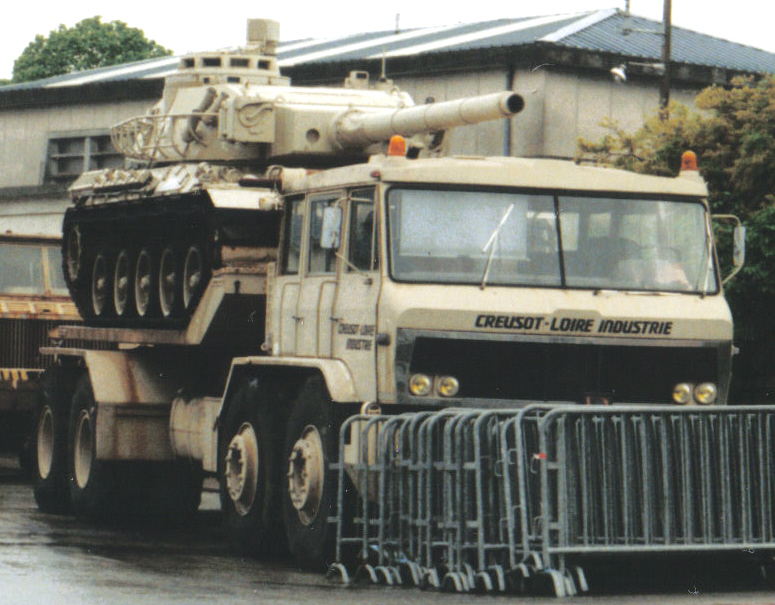
戦車運搬車に載せられたAMX-32。
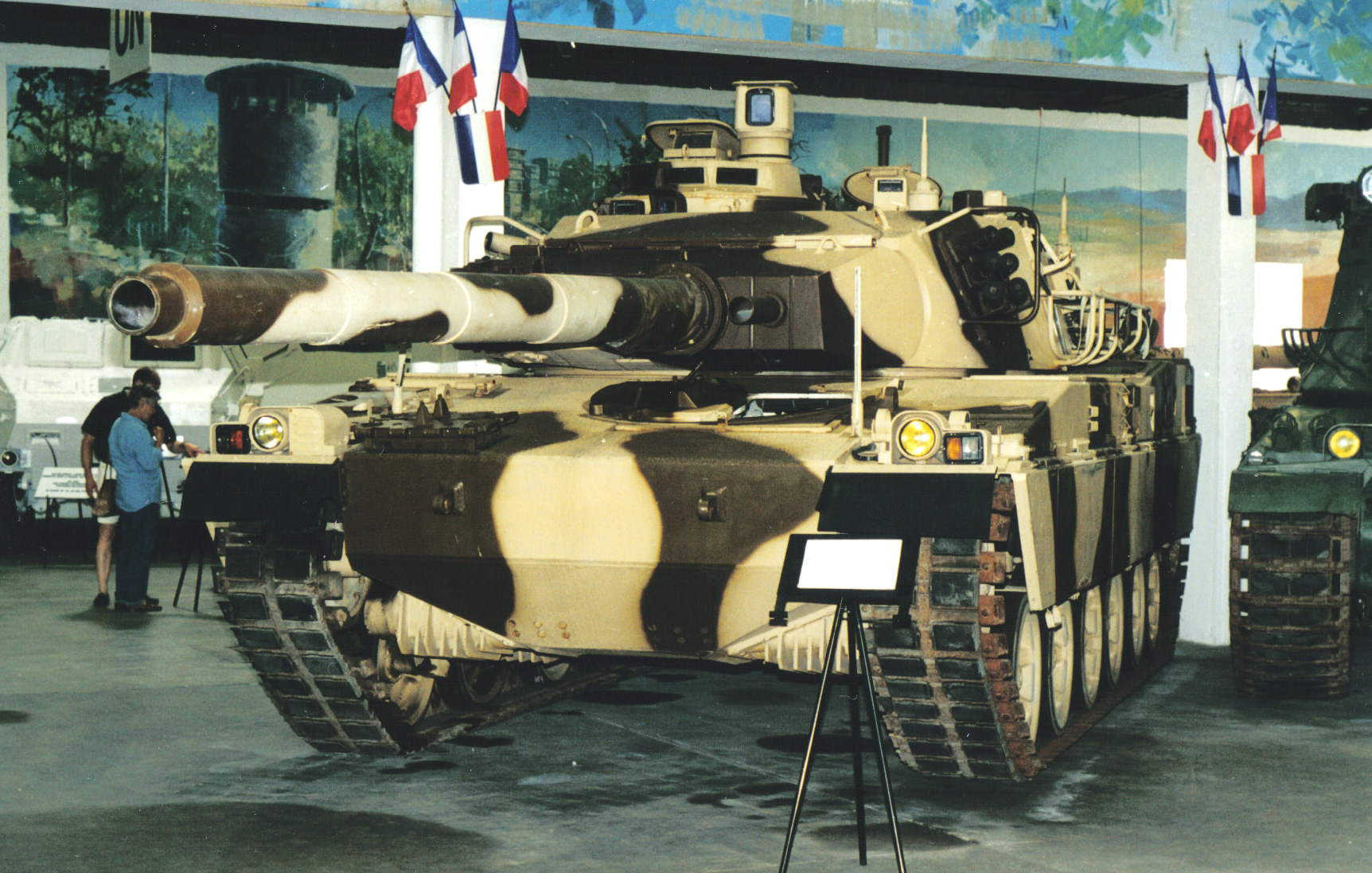
AMX-40

### その他派生型
戦車型以外にも、AMX-30のシャーシを利用した装甲回収車型であるAMX-30Dや装甲工兵車型のAMX-30 EBG (Engin Blindé du Génie)、地雷処理車型のAMX-30 EBD (Engin Blindé de Déminage)、155mm榴弾砲を搭載したAuF1 155mm自走榴弾砲、ローランド自走地対空ミサイルシステムを搭載した対空車両などが存在する。

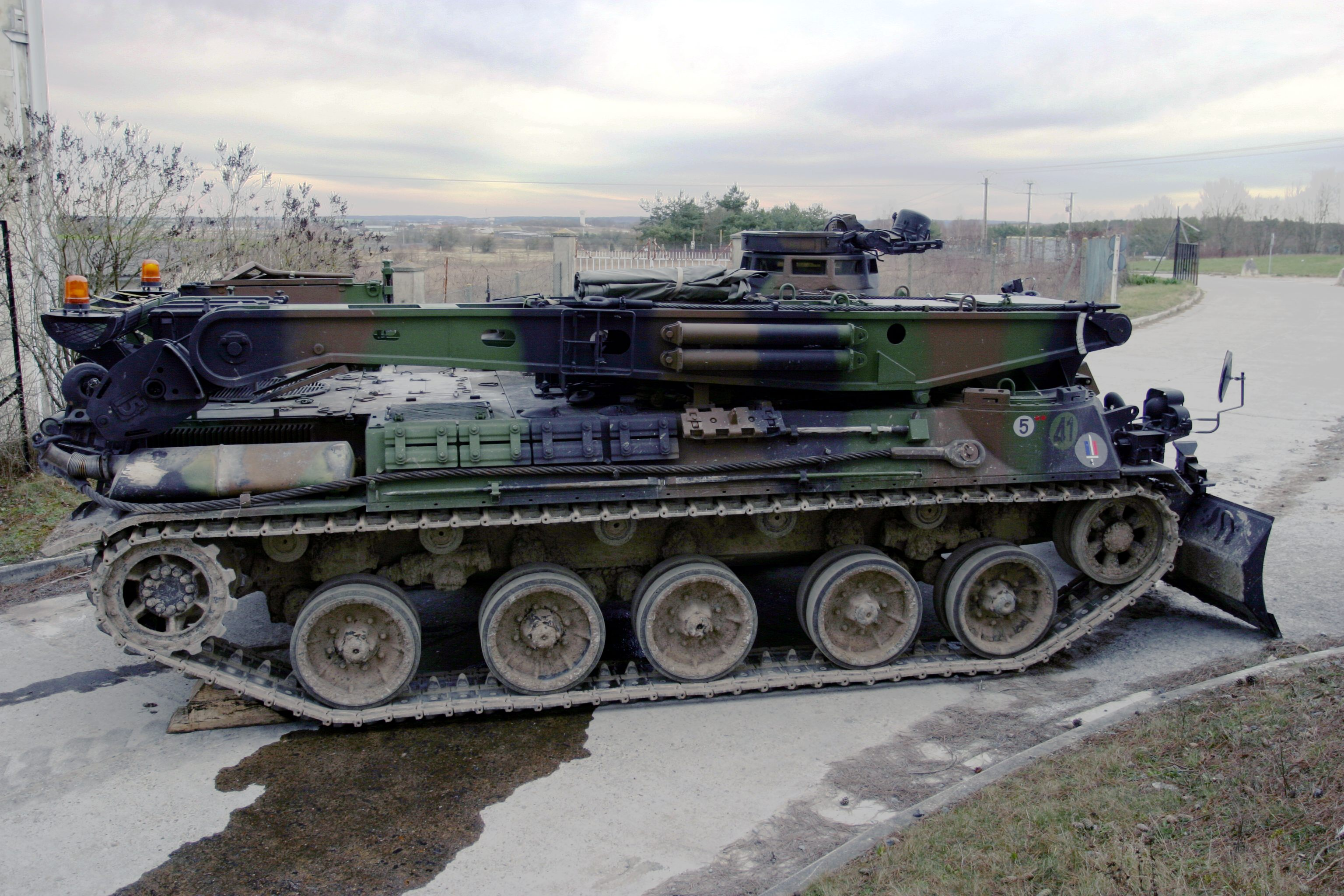
AMX-30D装甲回収車
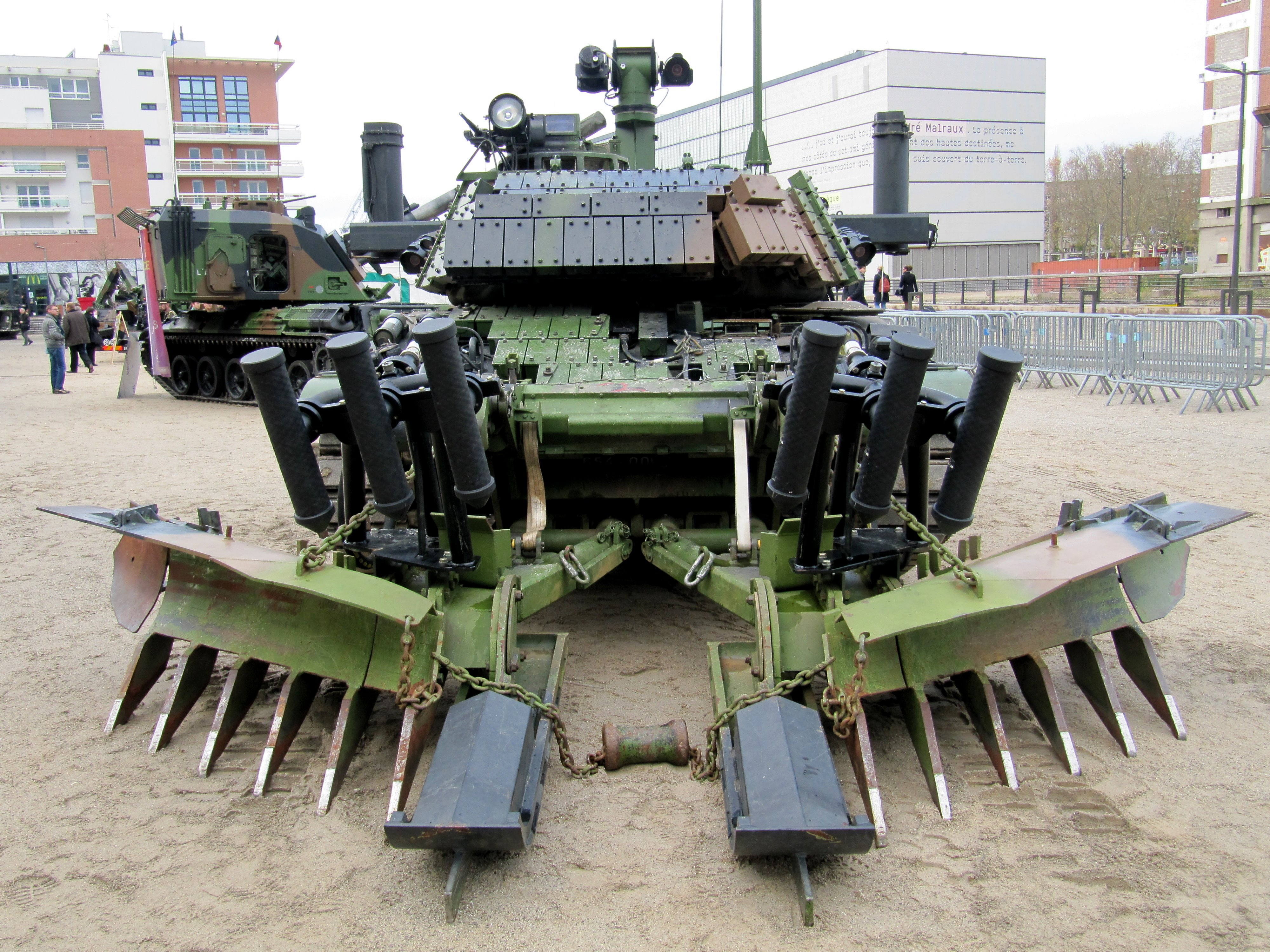
AMX-30 EBG 装甲工兵車。ブレンヌスと同様のERAを装着した型。
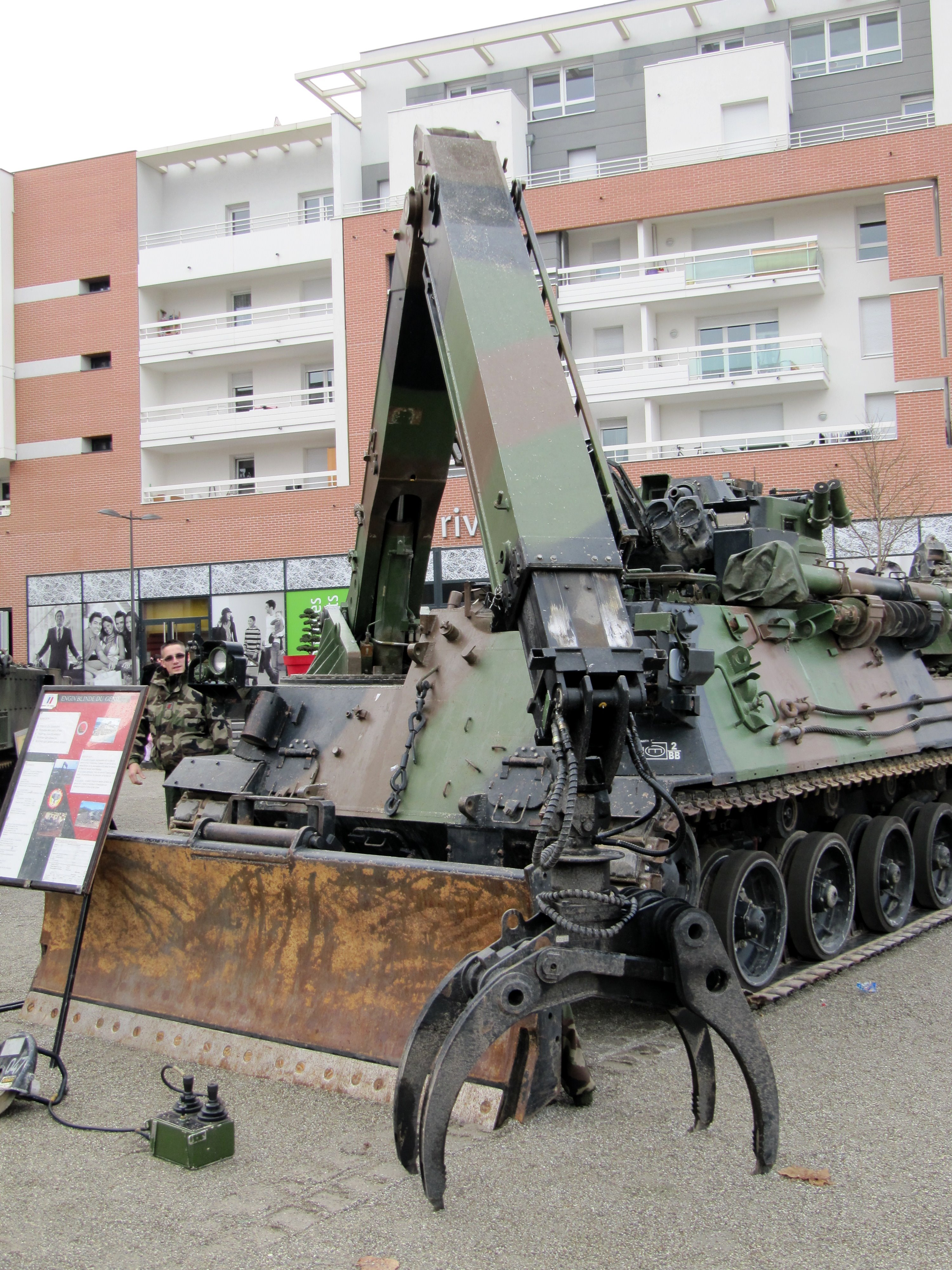
装甲回収車型のクレーンをロボットアームに変更したEBG。
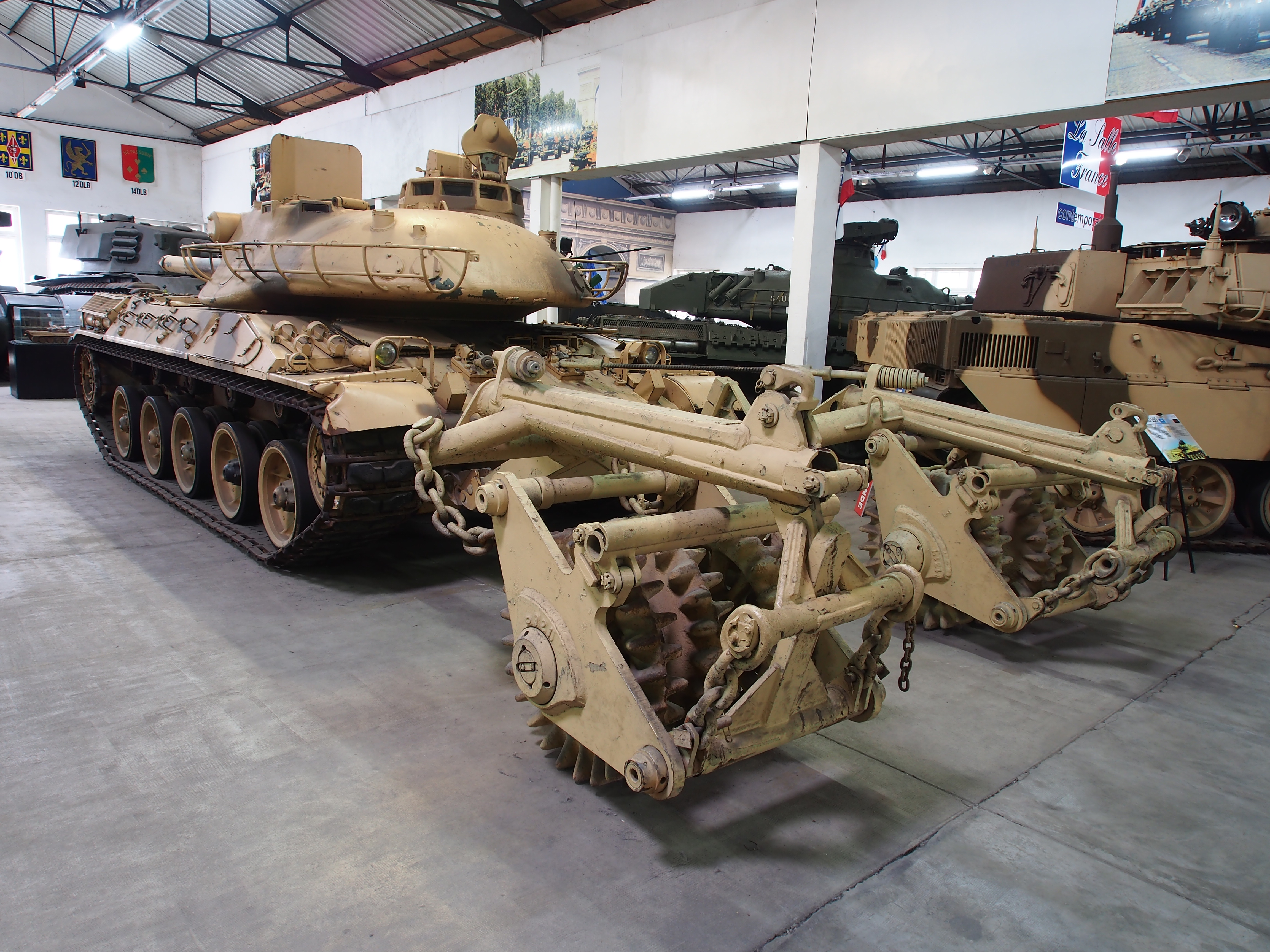
地雷処理ローラーを装着したAMX-30 EBD。ソミュール戦車博物館。
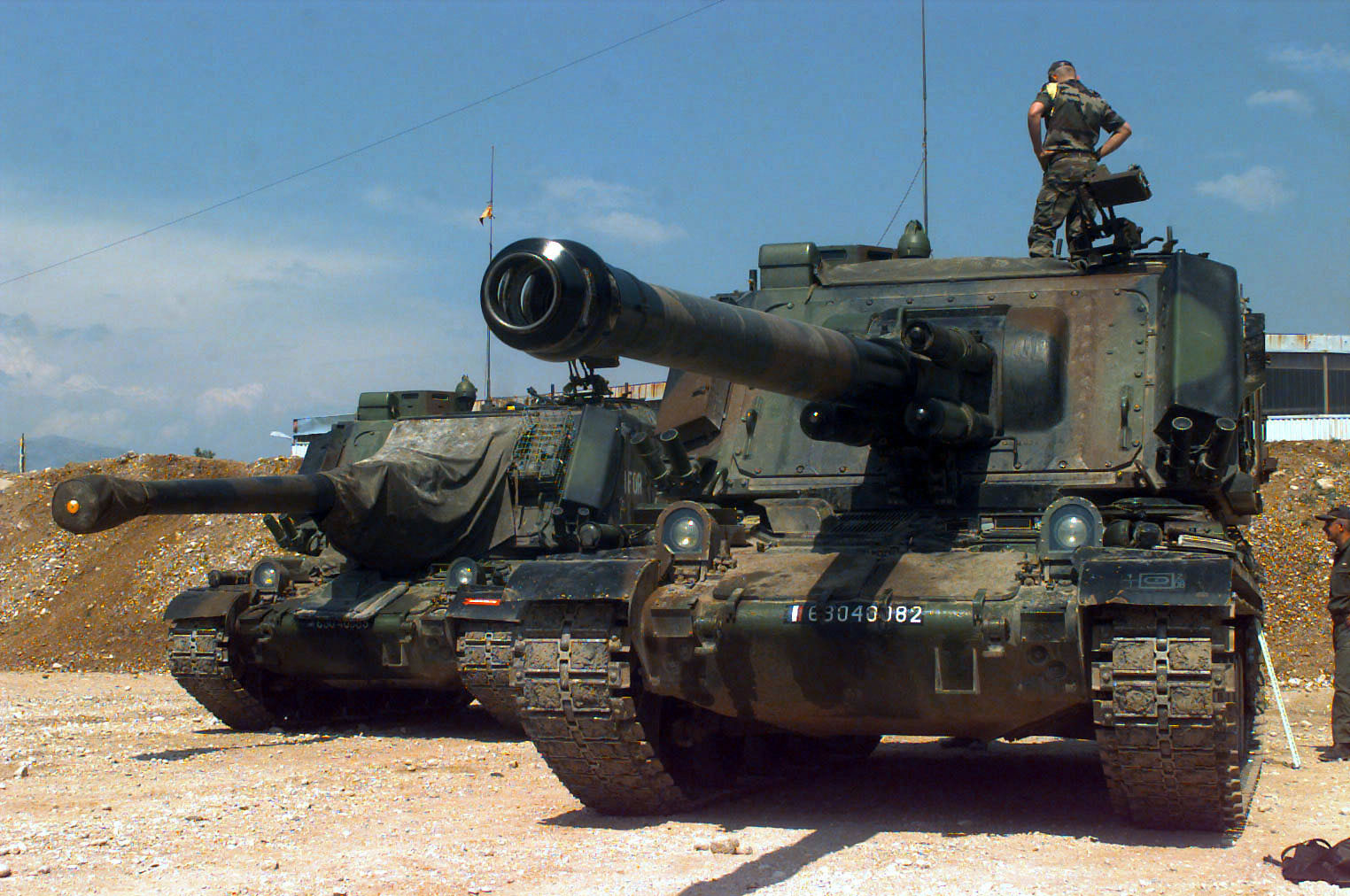
AMX30 AuF1 155mm自走榴弾砲
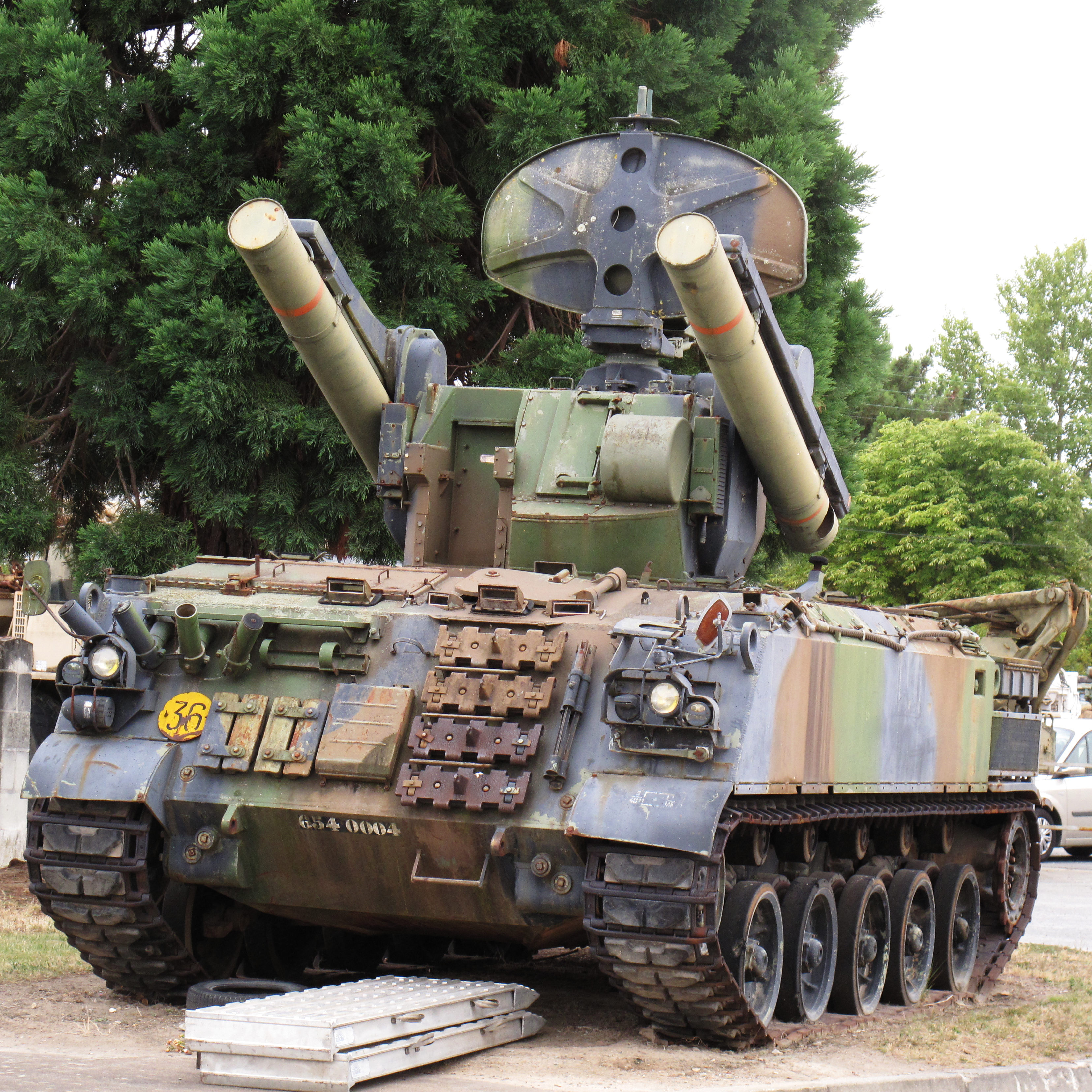
ローランド 自走地対空ミサイル車
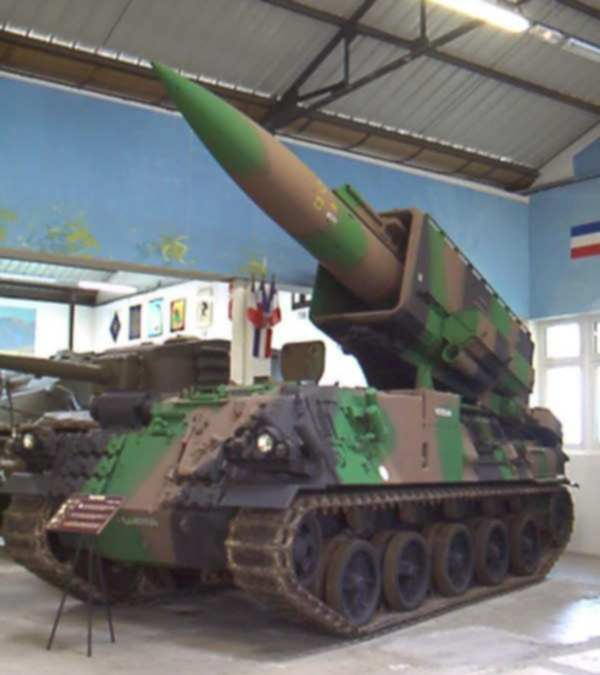
プリュートン 自走地対地戦術核ミサイル車
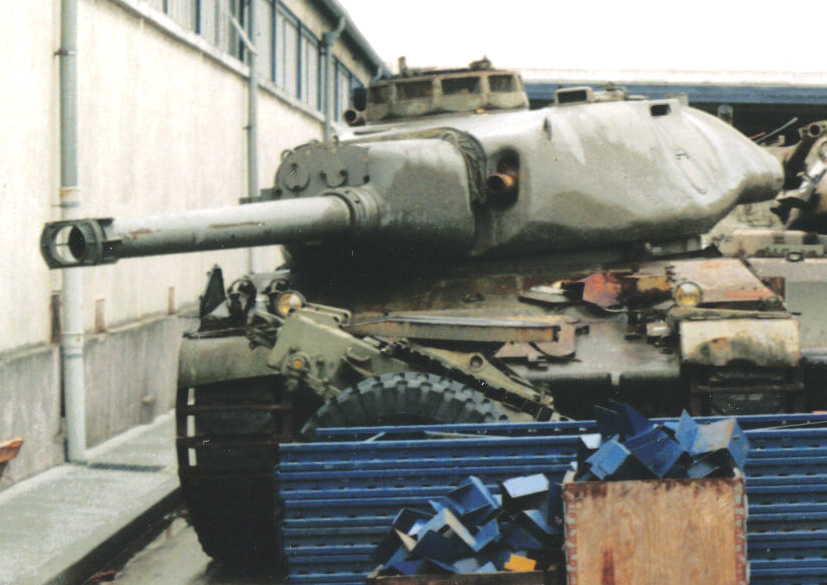
ACRA（高速対戦車ミサイル）発射可能な142mmガンランチャーを搭載した砲塔に換装した試験車両

## 採用国
- フランス
  - フランス陸軍 - 2023年時点で、38両のAMX-30EBG装甲工兵車、27両のAMX-30D装甲回収車、数量不詳のAMX-30B/B2地雷戦車両を保有している[1]。
- ギリシャ
- ボスニア・ヘルツェゴビナ
- チリ
- キプロス
  - キプロス国家守備隊 - 2023年時点で、52両のAMX-30B2戦車、2両のAMX-30D装甲回収車を保有している[2]。
- カタール
  - カタール陸軍 - 2023年時点で、1両のAMX-30D装甲回収車を保有している[3]。
- スペイン
- サウジアラビア
- アラブ首長国連邦
- ベネズエラ

## その他
AMX-30にはルクレールの様な愛称が与えられる事は無かったが、1960年代にAMX-30のプラモデルを発売した日本のプラモデルメーカーは、当時の購買者である子供が判りやすいようにと、独自の愛称をAMX-30に与えていた。具体的な物としては、タミヤの「ナポレオン」、ニチモの「フランス」などがある。

## 登場作品

### 映画
『ジャッカルの日』
フランス陸軍所属車両が登場。パリ解放記念式典のパレードに参加している。
作中では、実際のパレードに参加する実物を撮影した映像が映されている。
『TAXi2』
フランス陸軍のB2型が登場。主人公の彼女の父親であるベルティノー将軍からの要請を受け、防衛庁長官を誘拐して日仏の調印式妨害と国交断絶を画策するヤクザを逮捕すべく出動し、主人公たちと協力してヤクザのランエボVIを包囲する。
撮影には、フランス陸軍の全面協力で実物が使用されている。

### ゲーム
『World of Tanks』
フランス中戦車として開発可能。
『Warthunder』
フランス陸軍のランクV中戦車として1972年型が開発可能。
『ブルーアーカイブ -Blue Archive-』
ゲーム内PVに登場。路肩に駐車されており、車体前部が見える